# ベースボールチョーク
ベースボールチョークは柔道、ブラジリアン柔術の野球のバットのグリップを握る様な形で相手の頸部への絞技である。東北大学柔道部に大正14年生れの本多穀児によって伝えられた片十字絞の一種バット絞（ばっとじめ）（作新絞＜さくしんじめ＞）が日本以外に渡った際、ベースボールバットチョークと呼ばれ、野球（ベースボール）について詳しい人が少ないブラジルで「ベースボールチョーク」と呼ばれるようになった。ブラジリアン柔術などで片十字絞以外のラペラ（上裾）を使った絞め技や裸絞の変化技山固めにも発展する。日本に逆輸入され野球絞め（やきゅうじめ）とも呼ばれた。

## バット絞
バット絞（ばっとじめ）は左手で相手の襟の右側、右手で相手の襟の左側を両腕を交差させずに片方は順手、もう一方は逆手で持ったのち、相手に側面や背を向けたり崩上四方固になるなどで両腕を交差させ絞めるベースボールチョーク、片十字絞。様々なバリエーションが存在する。

## ラペラを使ったベースボールチョーク
受の右からの袈裟固系の抑え込みなどから右前腕部を受の喉付近に当て左腕を受の後頭部下を通して、取または受の上衣の裾（ラペラ）をバットのグリップにみたて、両手で握り絞めるベースボールチョーク。裾は受の首に特に当てない。両手で裾を持つがバットの様に握らない場合はブラボーチョークである。この技もブラボーチョークに分類される場合もある。